# Otto Mäkilä
Otto Fredrik Mäkilä, född 9 augusti 1904 i Åbo, död där 19 juni 1955, var en finländsk målare. Ett centralt tema i hans konst var kontakten mellan människan och naturen. Han framhävde i sina målningar världens poesi, mystik och människans inre verklighet. 
Mäkilä studerade 1920–1924 vid Konstföreningens i Åbo ritskola och 1930–1931 vid Académie de la Grande Chaumière och Académie Colarossi samt ställde ut första gången 1926. Han kom att bli en av de främsta företrädarna för surrealismen – och hela den moderna konsten – i Finland. Hans ungdomsperiod slutade i vistelsen i Paris i början av 1930-talet och besöket på utställningen Art Concret i Stockholm 1930, som ledde till en radikal förändring i hans uttryckssätt. I hans senare produktion på 1940- och 1950-talet, som blev en höjdpunkt i hans konstnärskap, finns de abstrakta kompositionerna som kännetecknas av en utsökt färgharmoni. Han hade stor betydelse för målargenerationen i Finland efter andra världskriget, inte minst i sin hemstad Åbo, där han kom att inspirera en surrealistiskt präglad riktning. Han tecknade också flitigt och gjorde förstudier till sina målningar. Naturen på Runsala, där han bodde, inspirerade till motiven i hans tidiga teckningar, medan teckningarna på 1950-talet ofta är abstrakta kompositioner. 
Mäkilä verkade även som konstkritiker och skrev aforismer. Han undervisade vid och var rektor för Ritskolan i Åbo 1950–1955. Han var med om att grunda konstnärsgrupperna Pro Arte 1933 och Ryhmä 9 (De nio) 1951 i Åbo samt tillhörde den nordiska konstnärsgruppen Caravellen. Större utställningar av hans konst har arrangerats i Helsingfors konsthall 1957 (minnesutställning), Åbo konstmuseum 1980 (teckningar 1930–1950) och 1986, i Ateneum 1987 och i Aboa Vetus & Ars Nova 2004. År 2011 utkom en omfattande publikation om honom, Otto Mäkilä – En röd orolig gnista, i anslutning till en utställning i Åbo konstmuseum inom ramen för kulturhuvudstadsåret.